# Bondage
Pour les articles homonymes, voir Bondage (homonymie).

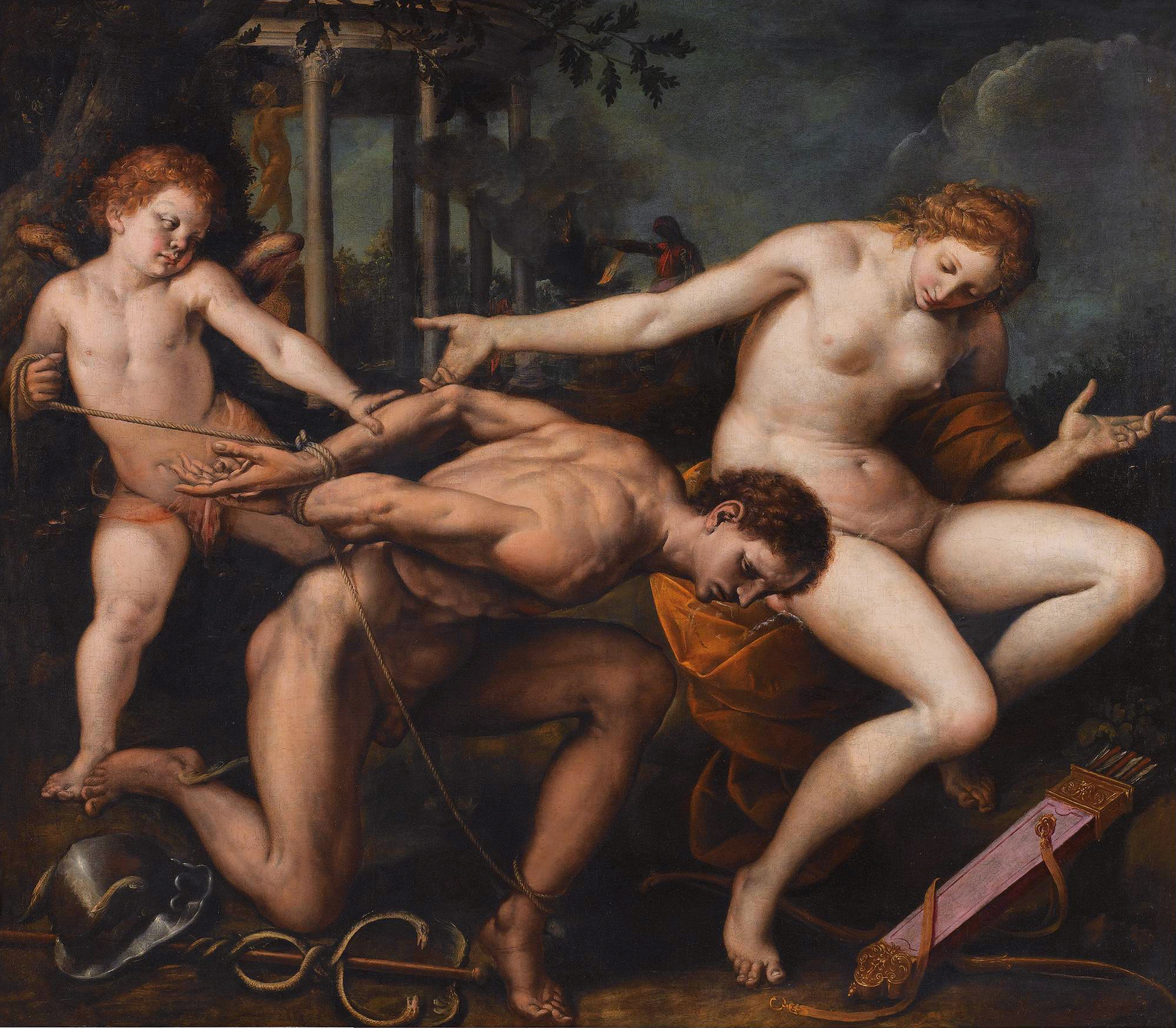
Allégorie de l'Amour et de la Sagesse, Isidoro Bianchi.

Le bondage est une pratique sexuelle sadomasochiste dans laquelle un des partenaires est attaché.
Outre les cordes permettant de ligoter son partenaire, le bondage fait appel à toutes sortes de moyens de contrainte, parmi lesquels les corsets, les sacs d'enfermement ou de suspension, les combinaisons de latex, les camisoles, le sac gonflable en latex, le vacuum bed, les minerves et autres carcans.
Le bondage a fait l'objet d'analyses philosophiques et psychanalytiques des processus de création artistique à l'œuvre dans la mise en scène de ces fantasmes.

## Transcendance des images et lectures vers l’Eros

### Selon Freud
Selon Freud, les images de supplices anciens ont pu déclencher chez l'humain des fantasmes de bondage, tout comme les lectures enfantines l'ont fait. Il évoque les premiers fantasmes de l’enfant qui se situeraient dès la cinquième ou sixième année, l’enfant ayant assisté à l’école à la fustigation d’autres enfants par le maître. Plus tard, selon lui, les enfants trouveraient de nouvelles stimulations dans la lecture de livres pour la jeunesse, comme ceux de la collection de la Bibliothèque rose, tels que La Case de l’oncle Tom ou des ouvrages analogues. Anne Larue, de son côté, donne pour exemple la série Fantômette, publiée par Georges Chaulet à partir de 1961. Ces images peuvent aussi provenir de toute l'histoire de l'humanité et se référer à des supplices anciens, tels que les techniques de ligotage utilisées au Japon, appelées shibari (hojōjutsu), ou que les différentes formes de crucifiement jadis utilisées dans un cadre institutionnel.

#### L'image
En choisissant de nommer L’Image un livre consacré au sujet, Catherine et Alain Robbe-Grillet ont souligné le fait qu'il s'agit d'images et de lectures qui représentent notre histoire et sont selon eux susceptibles de déclencher une sexualité parallèle. Ils permettent de comprendre que ces images, vectrices de sexualité, viennent de notre passé et sont produites par les écrivains, les peintres et plus récemment les photographes et les cinéastes. Il s'agit d'images, par exemple picturales ou cinématographiques, qui sont gravées dans la mémoire, constituent des lectures d'un vécu pouvant remonter à l'enfance et peuvent être à l'origine d'une sexualité parallèle.

## Typologie

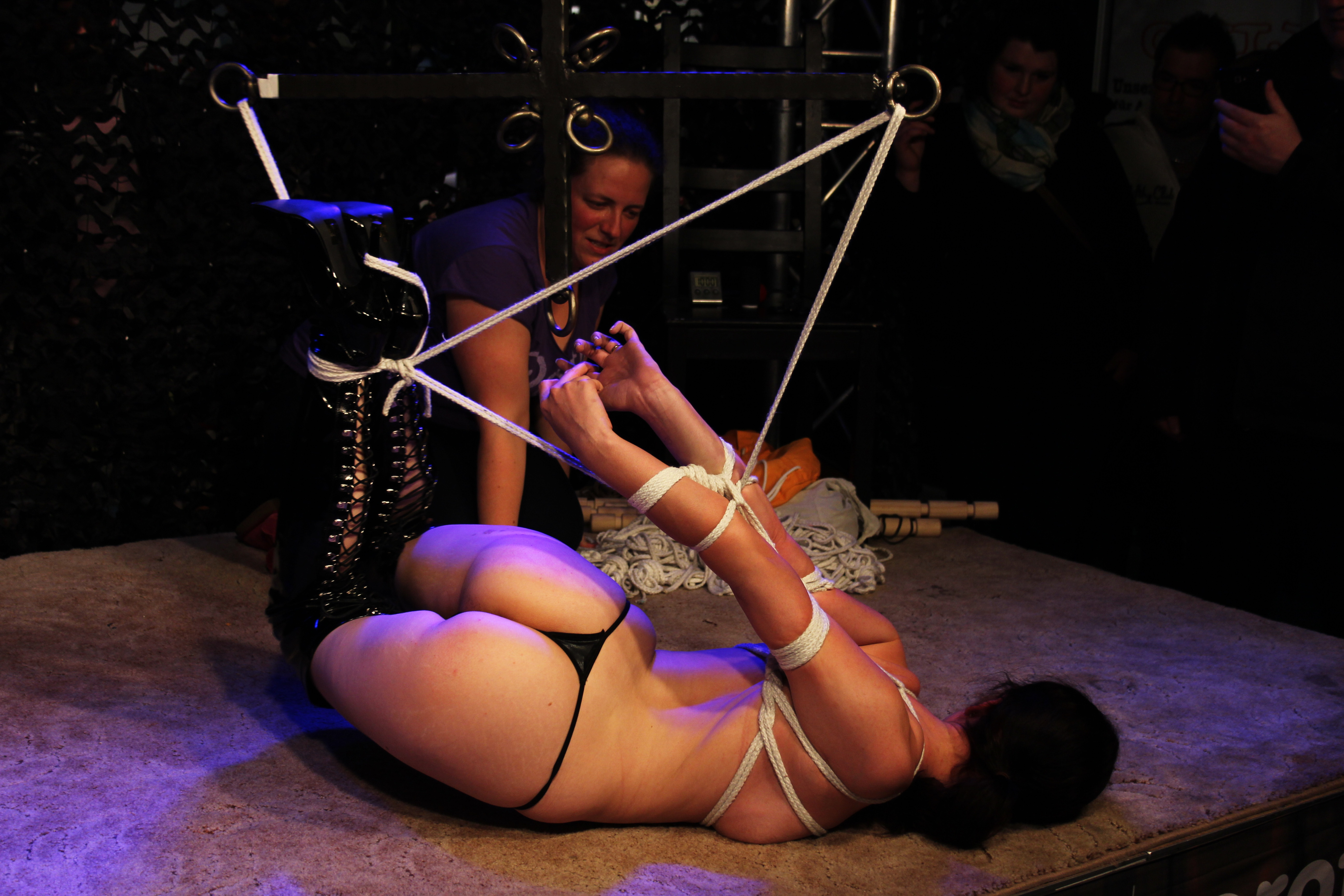
Démonstration de bondage à la foire Eros & Amore de Munich (mars 2013).

- Au Japon : Agnès Giard, auteure française vivant à mi-temps au Japon, évoque aussi bien des pratiques ancestrales et répressives au Japon que la pratique érotique sadomasochiste d'aujourd'hui[6].
- Seiu Eto, qui fait ses premières photographies de femmes punies en 1919, est, selon Midori, le précurseur de la forme moderne du ligotage érotique japonais[7].
- En dehors du Shibari d'origine japonaise utilisant des cordes, le bondage fait appel à toutes sortes de moyens de contrainte, parmi lesquels les corsets, les sacs d'enfermement tels que ceux en latex, les sacs gonflables, le vacuum bed, les combinaisons de latex, les camisoles, les minerves et autres carcans, les cagoules, etc.

### Histoire

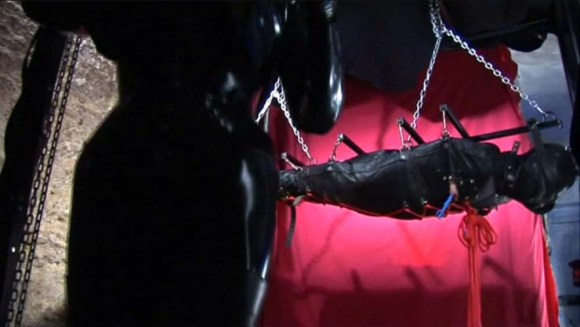
Suspension en sleeping bag cuir.

Le bondage s'appuie sur un certain nombre de fantasmes qu'il met en scène, et qui peuvent se référer à des supplices anciens, tels que les techniques de ligotage utilisées au Japon (hojōjutsu), ou les différentes formes de crucifiement.
Le bondage compte un certain nombre d'adeptes reconnus pour leur art, notamment en Europe, aux États-Unis et au Japon.
Les pratiquants de l’enfermement, de l’usage des camisoles et de toutes autres sortes d’accessoires de contrainte, ont nommé leurs pratiques « bondage », un terme qu'emploient également les fabricants internationaux spécialisés.

## Aspects historiques des pratiques et des représentations
Sacha Nacht fait remonter une des premières apparitions de pratique du bondage avant la lettre à Flavius Josèphe, selon lequel le frère d'Hérode, Phéroas, se faisait enchaîner par ses esclaves.
Selon Agnès Giard, « au XXe siècle, les techniques d’immobilisation par corde [au Japon], qui sont encore de nos jours enseignées aux policiers (sous le nom de taihojutsu), laissent progressivement la place à un art plus « déviant », le shibari (« lié ») ou encore kinbaku (« ligotage »), l’art d’attacher de façon érotique ».

### Naissance du fantasme

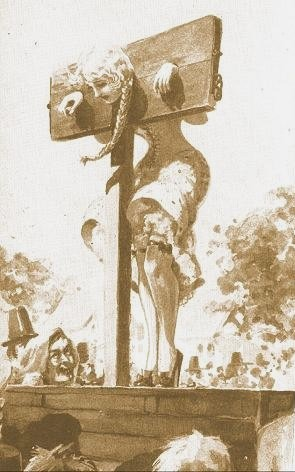
John Willie, Revue Bizzare.

Selon Roland Villeneuve, les procès en sorcellerie de l'Inquisition sont un « recours à d'étonnants procédés de recherche de preuves [qui] mêle l'érotisme le plus morbide au sadisme le plus raffiné ».
Selon Mo, « ce n'est pas un hasard si le fantasme de l'Inquisition et du bûcher est si répandu chez les soumises ».
Pour Roland Villeneuve, il y a dans ces supplices un érotisme morbide sous-jacent et un sadisme raffiné qui ont donné naissance à un fantasme. Dans Le Musée des supplices, il publie de nombreuses gravures anciennes, représentant des victimes immobilisées, attachées, crucifiées ou étirées, où les artistes ont transcendé les supplices en Œuvre d'art.
Le même auteur relève un trait paradoxal : dans les scènes d'exécution, « certains couraient débordant d'enthousiasme, au-devant de la mort », la douleur, le châtiment annoncé ou la peur transformant comme l'horreur en extase.
Michel Foucault cite ainsi le cas de François Billiard (1772), qui s'était poudré et frisé, portant une paire d'escarpins neufs pour son exécution. Il ajoute : « l'écriteau qu'il portait sur la poitrine s'étant dérangé, on a remarqué qu'il le rectifiait ».
Pour Theodor Reik, « l'autopunition pour les premiers moines chrétiens et les ascètes devient un moyen d'excitation sexuelle. L'augmentation de la souffrance produit l'extase. L'Église est amenée à défendre des pratiques expiatoires trop sévères parce qu'elles aboutissent fréquemment à la satisfaction sexuelle ».
Un exemple d'influence de ces scènes est celui de Virginie Despentes : « les saintes, attachées, brûlées vives, les martyrs ont été les premières images à provoquer chez moi des émotions érotiques ».
De même, plusieurs scènes aperçues ou vécues ont façonné la sexualité de Leopold von Sacher-Masoch : « déjà, enfant, j’avais, pour le genre cruel, une préférence marquée, accompagnée de frissons mystérieux et de volupté […] Je dévorais les légendes des saints et la lecture des tourments endurés par les martyrs me jetait dans un état fiévreux ».
Les fabricants d'objets érotiques se sont adaptés à la demande des pratiquants du bondage et des sexualités plurielles : « ceintures de chasteté », « cage à forme humaine » (vierge de Nuremberg), « menottes de forçats, de galériens », « camisoles de force », ce que l'humanité a utilisé pour supplicier ou contraindre se trouvant ainsi copié de façon caricaturale, pour servir non plus à l'asservissement social de l'individu, mais à des jeux sexuels où les partenaires sont consentants.
Les artistes Eric Stanton et John Willie, ainsi que le photographe Charles-François Jeandel, s'inspirant de l'Inquisition, représentent des suppliciés ludiques, attachés, emprisonnés par des accessoires copiés sur ceux de tortures anciennes. Gilles Deleuze note que « c’est quand les sens ont pour objet des œuvres d’art qu’ils se sentent pour la première fois masochistes ». Ainsi, la Vénus au miroir du Titien serait l’une des premières images ayant marqué Leopold von Sacher-Masoch.
Dans le même sens, commentant l'exposition « Posséder et détruire : stratégies sexuelles dans l'art d'Occident » organisée par Régis Michel, Le Journal des Arts estime que « le sexe n’entre pas au musée, il y était déjà ». À propos de L’enlèvement de Rebecca d'Eugène Delacroix, Régis Michel souligne dans le catalogue de cette exposition : « La femme est liée. Et le graphisme a le soin de redoubler son garrot par un déluge de lignes : tourbillon de ligaments où son corps se dissout dans un halo ténébreux (on s'y perd). Esthétique du spasme. Ce kidnapping tourne au bondage. Or le […] transport ne tient pas seulement à la jouissance des chaînes. il lui faut encore la souffrance de l'enchaînée ».

### Les pratiques au Japon

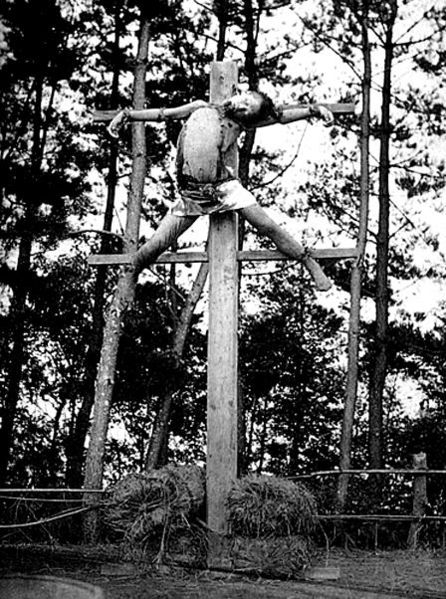
Crucifiement au début de l'ère Meiji, Yokohama, Japon.

À l'époque Edo (1603 - 1868), le ligotage est utilisé, sous le nom de zainin shibari (« le shibari des coupables »), comme technique de répression policière ; les techniques utilisées visent « à ce que tous comprennent, en voyant le ligotage du prisonnier, qui il est, ce qu’il a fait et quand il a été arrêté ». La corde, qui symbolise la loi, apparaît alors comme le châtiment le plus terrible qui puisse frapper un être humain,.
Parmi les techniques utilisées, l'une des plus douloureuses consiste à attacher les avant-bras du prisonnier par derrière, en reliant ses chevilles et ses coudes. Une autre position - suruga doi - consiste à poser une énorme pierre sur le dos d'un prisonnier suspendu jusqu'à ce qu'il craque.
Ces techniques ont été reprises dans le kinbaku, un type de bondage sexuel japonais entrant dans le cadre de jeux sadomasochistes.
Midori relève à cet égard que « les contraintes érotiques utilisant la corde » remontent à une époque sombre où l'on torturait, capturait, entravait des prisonniers : le « hobaku-jutsu ». Le « hojo-jutsu » permettait d'utiliser la corde sur un adversaire déjà capturé.
Dans l'imaginaire des pratiquants du bondage, une autre forme de supplice pratiquée autrefois au Japon tient une place de choix : il s'agit des crucifiements pratiqués pendant la période troublée par des guerres civiles de l'époque Sengoku, du milieu du XVe siècle au début du XVIIe siècle.
Selon Charles Alexander Moore, c'est au demeurant l’introduction du christianisme qui aurait influencé le Japon dans la pratique des crucifiements.
Selon Midori, Seiu Eto fait ses premières photographies de femmes punies en 1919. Il est, selon elle, le précurseur de la forme moderne du ligotage érotique japonais : « C’était un artiste reconnu, maître semega reconnu mais il s’intéressait également au SM car, influencé par les récits de princesses emprisonnées que lui racontait sa mère alors qu’il avait neuf ou dix ans. Son regard d‘artiste sensible à l’esthétique sensuelle, et sa passion pour l’érotisme l’amenèrent en 1919 à faire ses premières photographies de femme punies. Il est selon moi le précurseur de la forme moderne du ligotage érotique japonais ».

### Dans la mythologie

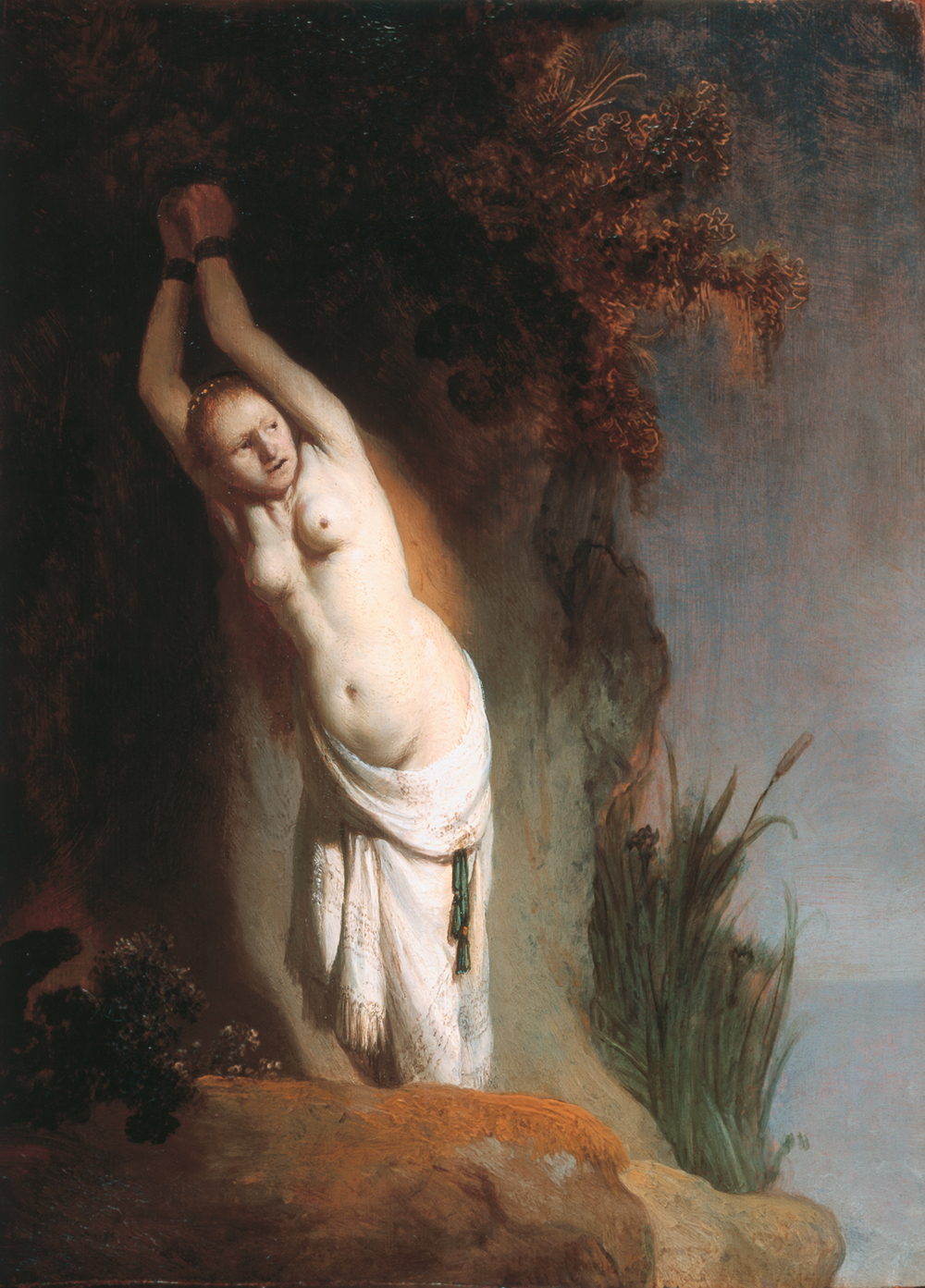
Andromède enchaînée aux rochers (1630) - Rembrandt

Plus tard les grands maîtres, inspirés par les textes de la mythologie, développent notamment la thématique de la demoiselle en détresse, ladite demoiselle étant très souvent enchaînée ou ligotée, une thématique qui a connu une grande diffusion depuis l'Antiquité classique jusqu'à nos jours. Apparu avec plusieurs personnages féminins de la mythologie antique comme Andromède et Hésione, enchaînées et exposées aux monstres marins ou encore la néréide Thétis qui ne se résout à convoler avec Pélée qu'après avoir été capturée et ligotée, le thème de la demoiselle liée se retrouve dans de nombreux poèmes et chansons de gestes médiévaux (telles que Le Roman de Tristan, de Béroul) jusqu'aux romans d'aventures, avec force représentations depuis l'iconographie antique et médiévale jusqu'aux gravures et peintures de l'époque moderne.

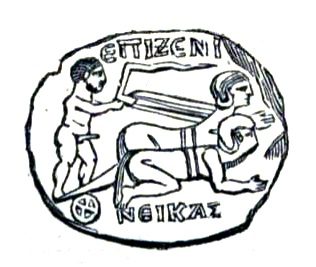
Héliogabale traîné par des femmes, camée romain.

Pour évoquer des aspects plus directement sexuels, une anecdote de l'Histoire Auguste raconte que l'empereur romain Héliogabale avait coutume d'atteler des femmes nues à son char et à se faire tirer dans cet équipage (un camée conservé à la Bibliothèque nationale et datant de cette époque représente ce type de scène) ; cette pratique n'est pas sans rappeler le ponyplay, pratique fétichiste.

### Dans la culture populaire
Les super-héros nés sur bande dessinée capturent, ligotent, bâillonnent leurs ennemis, et se font souvent capturer à leur tour. Tel est le cas de Wonder Woman, qui représente la force incarnée, dominatrice à souhait. Le père de Wonder Woman, reine des amazones, est William Moulton Marston : « Même les filles ne voudront pas être des filles tant que nos archétypes féminins manqueront de force, de vigueur et de puissance. Comme elles ne veulent pas être des filles, elles ne veulent pas être tendres, soumises, pacifiques comme le sont les femmes bonnes. Les grandes qualités des femmes ont été méprisées à cause de leur faiblesse. Le remède logique est de créer un personnage féminin avec toute la force de Superman plus l'allure d'une femme bonne et belle ».
En 1954, pour Wertham, il y a quelque chose d'obscène dans les comics. Il pense que cela risque d'influencer les adolescents vers une sexualité que la morale réprouve. Il lance sa croisade anti-comics : « Pour Wonder Woman, une amazone en corset moulant qui capture les hommes au lasso, le glas a sonné ».
Plus tard, elle renaîtra de ses cendres sous les pinceaux de George Pérez. Wonder Woman c'est aussi une série télévisée avec Lynda Carter, « qui fit couler beaucoup d'encre et éveilla nombre d'adolescents à travers le monde aux choses de l'érotisme et du bondage ».

### Jeux d'enfants
Dans le chapitre Un enfant est battu, Freud explique que les premiers fantasmes ont été cultivés très tôt. Ils se situeraient dès la cinquième ou sixième année, l’enfant ayant assisté à l’école à la fustigation d’autres enfants par le maître. Plus tard, dit-il, les enfants trouveraient de nouvelles stimulations à la lecture des livres accessibles à la jeunesse.
Anne Larue parle de la littérature enfantine : Fantômette, série de livres publiés à la Bibliothèque rose à partir des années 1960.
« Le brigand des brigands s'appelle Le Furet : en face de Fantômette se dresse une autre bête de la nuit, qui passe son temps à la capturer. Délicieusement ligotée, kidnappée, menacée de mort par des méchants d'opérette. Elle triomphe toujours […]. »
Il n'y a pas que Fantômette, précise Anne Larue, il y a Le Club des cinq, série de livres pour enfants parus dès le début des années 1940, et mettant en scène des filles et des garçons en pension, qui se retrouvent pour les vacances et vivent des aventures avec souterrains, bâillons et ligotages.
« Au début était le ligotage d'Indiens en pyjama rouge couronnés de plumes de pigeon trempées dans l'encre et armées de manches de balayettes. C'était le temps du bateau ivre ; on était cloués nus aux poteaux de couleur. […] On allait au cirque. Ce n'était que cordes attachant de manière compliquée des trapézistes, équilibristes, suspension, liens autour du corps, balançoire la tête en bas. […] On jouait au ligotage […] à se déguiser à se masquer. […] on jouait à la guerre […] qu'est-ce qu'on peut aimer la guerre quand il n'y a pas de vrais morts ».
Là, Anne Larue touche du doigt le bondage et discipline, domination et soumission et sado-masochisme : c'est comme les jeux d'enfant, c'est se jouer de la guerre, pour ne pas la faire. Caricaturer les pires drames. La dérision qui rend impuissante toute cruauté.

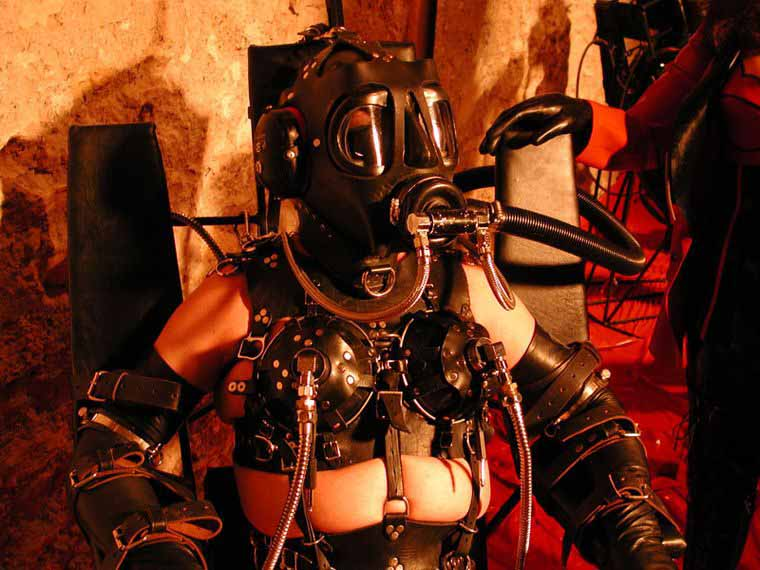
JG Leathers dans une partie de sa créature

« Enfant, j'aimais attacher mes camarades avec des cordes. Je savais que je pouvais me le permettre sans problème. Car la société accepte que les enfants jouent à ces jeux innocents : la guerre entre cow-boys et indiens. Plus tard, alors que je vivais un désir obsédant de bondage pour moi, et que je recherchais également la maîtrise, la mise en esclavage des femmes, à ce moment sans que personne ne me l'apprenne, j'ai compris que je ne pouvais être accepté par la société. Qu'il était dangereux de continuer. Le plus étrange, c'est que je me trouvais parfaitement normal. J'avais alors quinze ans. Et, j'ai arrêté, d'instinct et sans le conseil de personne. (…) Je trouvais la paix uniquement en écrivant. Personne ne me lisait, mais c'était pour moi une thérapie. J'étais hors norme, et, il fallait assumer ».

## Aspects philosophiques et psychanalytiques

### Howard Saul Becker
Howard Saul Becker écrit dans son chapitre Les carrières déviantes :
« Le mot "bondage", par exemple, était utilisé avec insistance à propos de photos de femmes prisonnières de camisoles de force ou de menottes. On n'acquiert pas le goût pour les photos de type bondage sans avoir appris de quoi il s'agit et comment on peut y prendre du plaisir. »
En note en bas de page, le traducteur du livre précise : « Le terme anglais "bondage" (captivité) est utilisé dans la littérature spécialisée de langue française pour désigner le genre de scènes sado-masochiste évoqué par Howard S. Becker ».

### Selon Theodor Reik
Pour Theodor Reik, le dominé organise une situation dans laquelle il se trouve obligé d'accepter tout ce que son partenaire veut lui imposer. Le sujet échappe ainsi à la culpabilité qu'il associe à ce qu'il considère comme une faute. Le sentiment d'impuissance lui permet de surmonter l'interdit. Il s'agit du plaisir sans responsabilité. C'est le dominant qui endosse la faute. Theodor Reik l'explique dans son livre sur le masochisme. Selon lui, la personne ligotée se sent plus désirée qu'à l'ordinaire. Elle se dit que si elle s'est retrouvée dans cette situation, c'est que quelqu'un juge utile de la garder captive. Selon son analyse, le sentiment de culpabilité masochiste porte un coup au narcissisme du sujet, dont les pratiques pourront ensuite témoigner de la recherche d'une mise en valeur personnelle.
« Mais en revenant à ces fantaisies elles-mêmes - par exemple le cycle de Moloch ou celui de la reine meurtrière - nous sommes toujours en face d’une énigme. Que disons-nous de la fantaisie d’un prisonnier ligoté et sexuellement manipulé par de belles vierges jusqu'à l’orgasme ? Et des autres fantaisies, si excitantes pour l’un de nos patients, de Laocoom dans l’étreinte mortelle des serpents, ou de Marsyas  écorché par Apollon ? ».
Toujours selon Reik, il y a pathologie lorsque le patient qui vient le consulter n'a d'autres modes de sexualité que celle de vivre enfermé ou attaché. « Le masochisme est une tendance instinctive commune en tant que possibilité et réalisation à tous les êtres humains, et ne devient pathologique qu'en dépassant certaines limites et en adoptant une nature qui exclut presque toutes les autres directions de l'instinct ».
Il donne l'exemple suivant :

« J’ai parmi mes patientes une jeune veuve qui se protège contre l’envie de sortir de chez elle, c’est-à-dire de s’exposer inconsciemment aux tentations sexuelles, en verrouillant la porte et en en cachant la clé. Elle est ensuite obligée d’emporter cette clé dans une autre pièce. Le processus du déplacement se traduit dans un second temps par les démarches suivantes : elle attache la clé à quelque chose, par exemple à la porte; puis les nœuds sur la ficelle passée autour de la clé deviennent de plus en plus nombreux et compliqués. Plus tard la clé finit dans une boite qui est à son tour verrouillée et ligotée, et ainsi de suite, si bien que chaque fois que ma patiente doit ouvrir sa porte au facteur ou à un ami en visite elle se trouve dans une situation plutôt difficile. Enfin la clé est confiée à la vieille cuisinière qui reçoit en même temps l’ordre exprès de veiller à ce qu’elle ne tombe pas aux mains de sa maîtresse, laquelle est dévorée par le désir inconscient de sortir et de se faire "draguer" par un homme. On dirait vraiment à lire cette description que la malade purge une peine de prison. Ce type de processus met en lumière non seulement le déplacement qui se produit au niveau de la satisfaction substitutive et des mesures de protection, mais aussi l’intensité du besoin de punition, intensité qui correspond à la violence de la tentation et qui subit comme elle un déplacement. Nous constatons en outre que la gratification d’une pulsion interdite peut, en même temps, satisfaire le besoin de punition. »

### Selon Karl Abraham
Karl Abraham évoque de son côté le cas d'un adolescent qui « à quatorze ans […] commença à se ligoter; il répétait cet acte chaque fois qu’il se trouvait seul chez lui. Il se complaisait à des lectures traitant de ligotage, en particulier à des histoires d’Indiens ou les prisonniers sont attachés et torturés mais il ne tenta jamais de ligoter quelqu’un d’autre; il n’était pas davantage tenté de subir ce procédé ».

### Selon Otto Rank
Selon Otto Rank, le sujet qui pratique le ligotage « essaie de rétablir, en partie tout au moins, la situation voluptueuse de l'immobilité intra-utérine », avant le traumatisme de la naissance. Toujours d'après ce psychanalyste, le bondage constitue un élément typique du masochisme.
C'est aussi de castration qu'il s'agit : cas relaté plus haut par Theodor Reik, le cas Leopold von Sacher-Masoch et la Vénus de marbre, ou le cas Hans Bellmer tel qu'expliqué par Jean-Tristant Richard.

### Selon Pascal Quignard
Dans Le Sexe et l'effroi. Pascal Quignard explique la fascination dans le sens attirance/répulsion, parce que « nous transportons avec nous le trouble de notre conception […] Il n'est point d'image qui nous choque qu'elle ne nous rappelle les gestes qui nous firent […] Or cette “chose regardée en même temps”, nous ne pouvons en aucun cas la voir. Nous sommes venus d'une scène où nous n'étions pas ». Pour Pascal Quignard, le sexe de la femme représente, dans l'inconscient, le non-être, la mort. En bondageant la femme, l'homme la rend disponible (attirance) et immobile, donc non dangereuse (répulsion).

### L'exemple d'Ulysse selon Michel Foucault

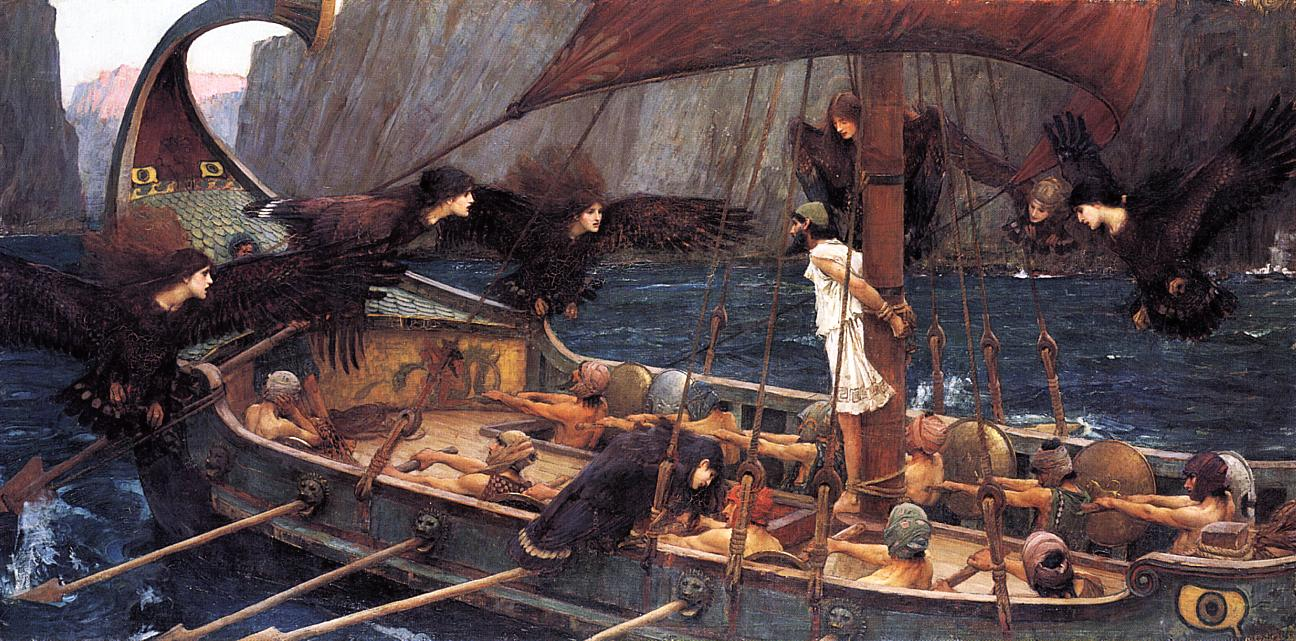
Odysseus and the Sirens de John William Waterhouse (1891).

Michel Foucault analyse l'épisode célèbre de l'Odyssée d'Homère lorsque Ulysse et ses compagnons entendent au large le chant des sirènes. Tous les compagnons d'Ulysse sont irrésistiblement attirés, fascinés par la voix des sirènes, tout en sachant qu'elles sont des émanations de la mort. Mais leur voix provoque une telle fascination, un tel embrasement pulsionnel que la raison, c'est-à-dire la conscience de l'instinct de survie, est annihilée par l'attrait sexuel du chant, si bien qu'ils se jettent par-dessus bord dans l'océan, dans la Mer, qui apparaît comme une image de la Déesse mère, sachant d'avance qu'ils ne survivront pas. Cet épisode illustre l'impossibilité de résister à la fascination du gouffre et à l'engloutissement dans le gouffre de la Mer/Mère.
Les membres de l'équipage ne résistent pas, sauf Ulysse, personnage symbolique de la ruse de la pensée. Sachant qu'on n'échappe pas à l'appel des sirènes et donc à la mort, Ulysse s'enchaîne au mât du navire, et donc en même temps, il peut jouir du chant des sirènes, sans mourir. Dans La Pensée du dehors (dans un chapitre intitulé « Eurydice et les sirènes »), Michel Foucault commente ainsi cette mortelle promesse des sirènes, « promesse à la fois fallacieuse et véridique » :
Elle [cette promesse] ment puisque tous ceux qui se laisseront séduire et pointeront leurs navires vers les plages ne rencontreront que la mort. Mais elle dit vrai puisque c'est à travers la mort que le chant pourra s'élever et raconter à l'infini l'aventure des héros. Et pourtant ce chant pur - si pur qu'il ne dit rien que son retrait dévorant - il faut renoncer à l'entendre, boucher ses oreilles, le traverser comme si on était sourd pour continuer à vivre et donc commencer à chanter ; ou plutôt, pour que naisse le récit qui ne mourra pas, il faut être à l'écoute, mais demeurer au pied du mât, chevilles et poings liés, vaincre tout désir par une ruse qui se fait violence à elle-même, souffrir toute souffrance en demeurant au seuil de l'abîme attirant, et se retrouver finalement au-delà du chant, comme si on avait traversé vivant, la mort, mais pour la restituer dans un langage second.

### À propos d'Ulysse selonPascal Quignard
Et le chant des sirènes : « Il faut être attaché pour qu'elles n'attachent pas (…) Il faut s'attacher pour se défaire de l'attachement… ».

## Accessoires utilisés en bondage
|                                                             |  |  |
| Monogant et ponygirl attelée au Folsom Street Fair de 2005. |  |  |

Les accessoires de contrainte utilisés dans le cadre du bondage sont nombreux et variés. Outre les cordes utilisées notamment par le kinbaku, le bondage japonais, d'autres accessoires sont également très présents. L'on peut citer entre autres les classiques corsets (qui peuvent être en fer dans ce contexte), les combinaisons de latex, les monogants, les camisoles (y compris les véritables camisoles psychiatriques de toile écrue), ou encore les minerves.
Outre le bondage par cordes type shibari, il existe du matériel tel que les sacs d'enfermement, les vacuum beds, inflatable latex, les suspensions, ou les cages.

### Les ponyboys et ponygirls
Le fantasme d’attacher une femme ou un homme, tel un cheval ou un poney pour se faire tirer assis(e) sur un attelage, ne date pas d’hier. Si les adeptes de ces fantaisies se réunissent dans les exhibitions comme Folsom Street Fair, ils le font souvent de façon plus privée.
L'Empereur Romain Héliogabale de façon particulièrement sadique s'y adonnait déjà. Un camé le représente, nu et en érection, deux femmes nues avançant à genoux lui servent d’attelage « Il est vu de profil, à droite, tenant les rênes de la main gauche et un long fouet de la main droite. Les deux femmes qui traînent le char avancent à genoux et sur les mains pour imiter les quadrupèdes… ».
Contrairement aux fêtes de Folsom Street Fair, dans le cas de l'empereur romain, le consentement des victimes, les ponygirls, ne semble pas acquis.

## Culture

### Arts graphiques

#### Johann Heinrich Füssli
L'œuvre de Johann Heinrich Füssli évoque à plusieurs reprises la situation du ventre maternel dont parle Otto Rank. Par exemple : le Cavalier attaqué par un serpent géant. La bête devient maternelle. Son corps enserre, ligote le cavalier, elle forme une protection quasi fœtale. Comme l'observe Reik : « Et les autres fantaisies, si excitantes pour l'un de nos patients de Laocoon dans l'étreinte mortelle des serpents ».
Ce n'est pas sans rappeler la photo d'Atsushi Sakaï publiée par Agnès Giard : un serpent enserre les jambes et les cuisses d'une femme, le buste est ligoté avec des cordes. Agnès Giard précise qu’Atsushi Sakaï brode sur le thème du dieu-serpent qui prend possession de ses servantes
Toujours la situation prénatale dont parle Otto Rank chez Johann Heinrich Füssli avec Silence, selon le critique d'art Tom Lubbock « Il a inventé un théâtre pictural du bondage sexuel ».
Enfin dans Brunehilde observant Gunther, Gunther est pieds et mains ligotés comme un paquet. Il est suspendu au plafond sous le regard dominant et inquisiteur de Brunehilde. Régis Michel évoque l'état fœtal de Gunther, soit le rapport masochiste au ventre maternel dont parlent Otto Rank et Sándor Ferenczi.
Dans ce même catalogue, Régis Michel évoque L'Éros suspensif de Gunther et de scènes S.M. à la cour de Worms. « Gunther est suspendu à son crochet comme un quart de viande. […] Le prince de rhénan, chevalier modèle, n'a plus guère de forme humaine. On dirait un œuf. » Régis Michel évoque l'état suspensif dont parle Gilles Deleuze, lorsqu'il analyse le masochisme.
Trois pages plus loin, toujours dans le même catalogue, Régis Michel évoque Brunehilde en « Phallique. Sadique (…) Voici Brunehilde en domina : vraie tortionnaire et fière de l’être ».
Leopold von Sacher Masoch confie dans La Vénus à la fourrure précédée par la présentation de Gilles Deleuze : « J’enviais le roi Gunther enchainé par la puissante Brunehilde la nuit de ses noces ».

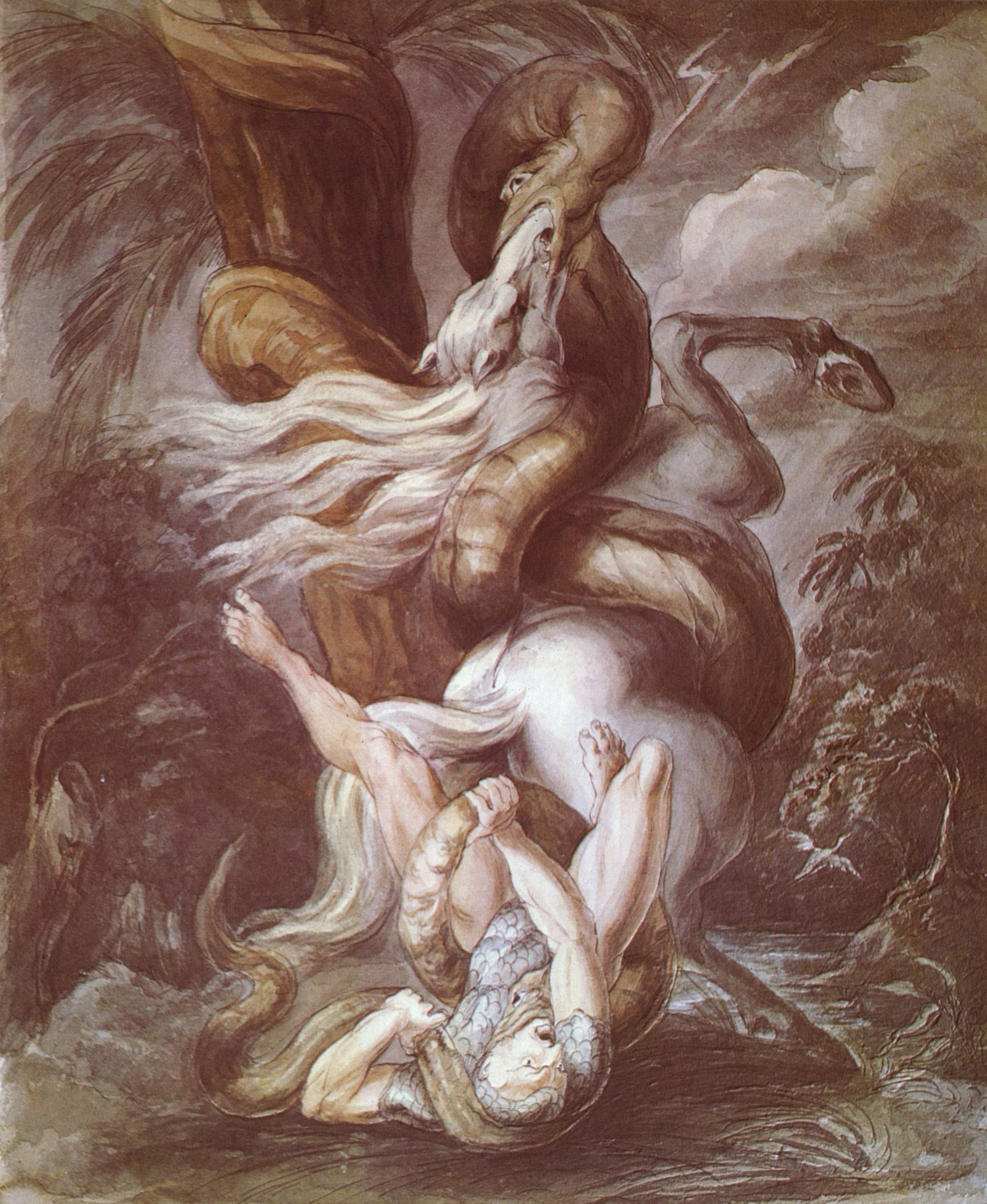
Cavalier attaqué par un serpent géant, vers 1800, Johann Heinrich Füssli.
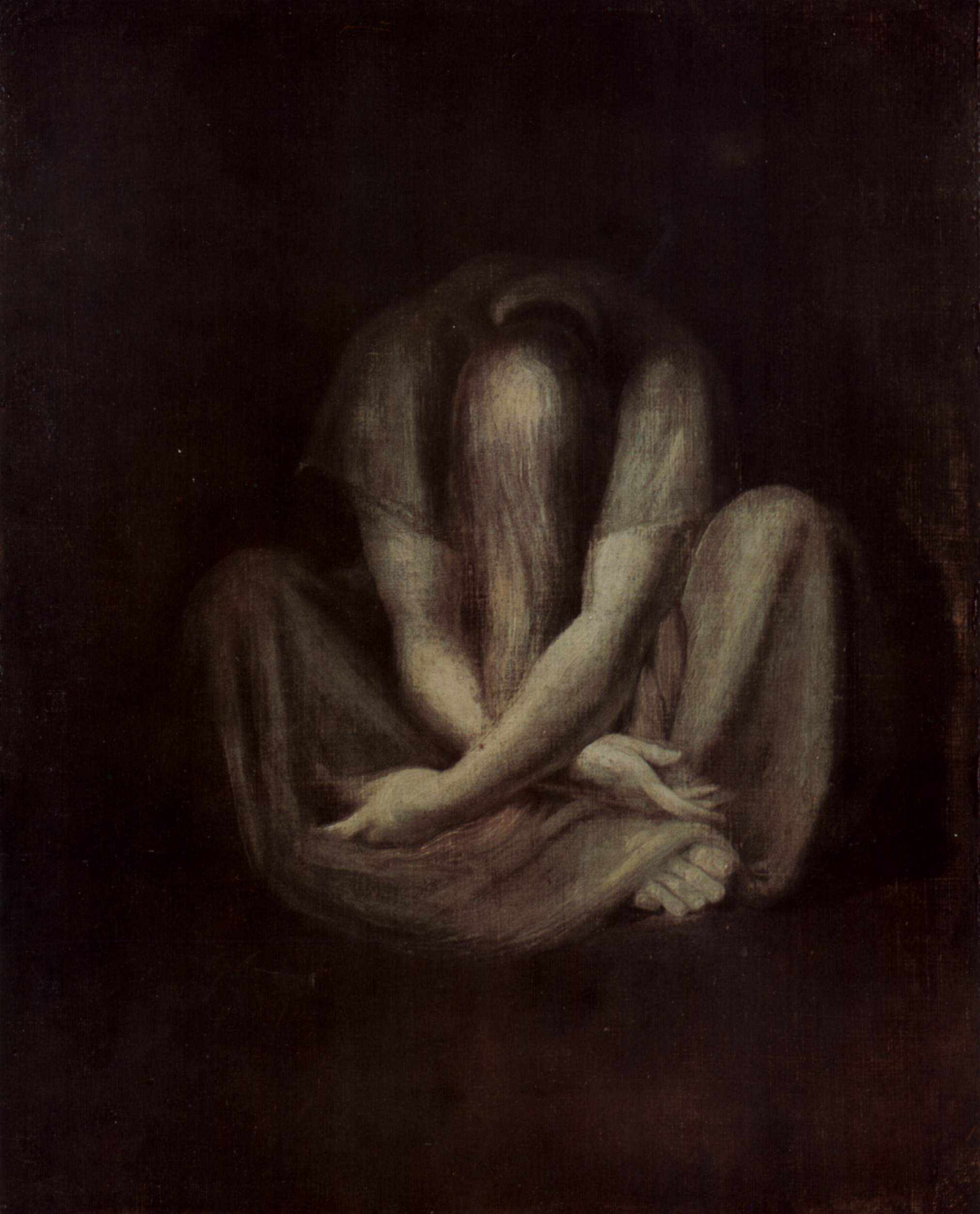
Silence (1799-1801), Johann Heinrich Füssli.
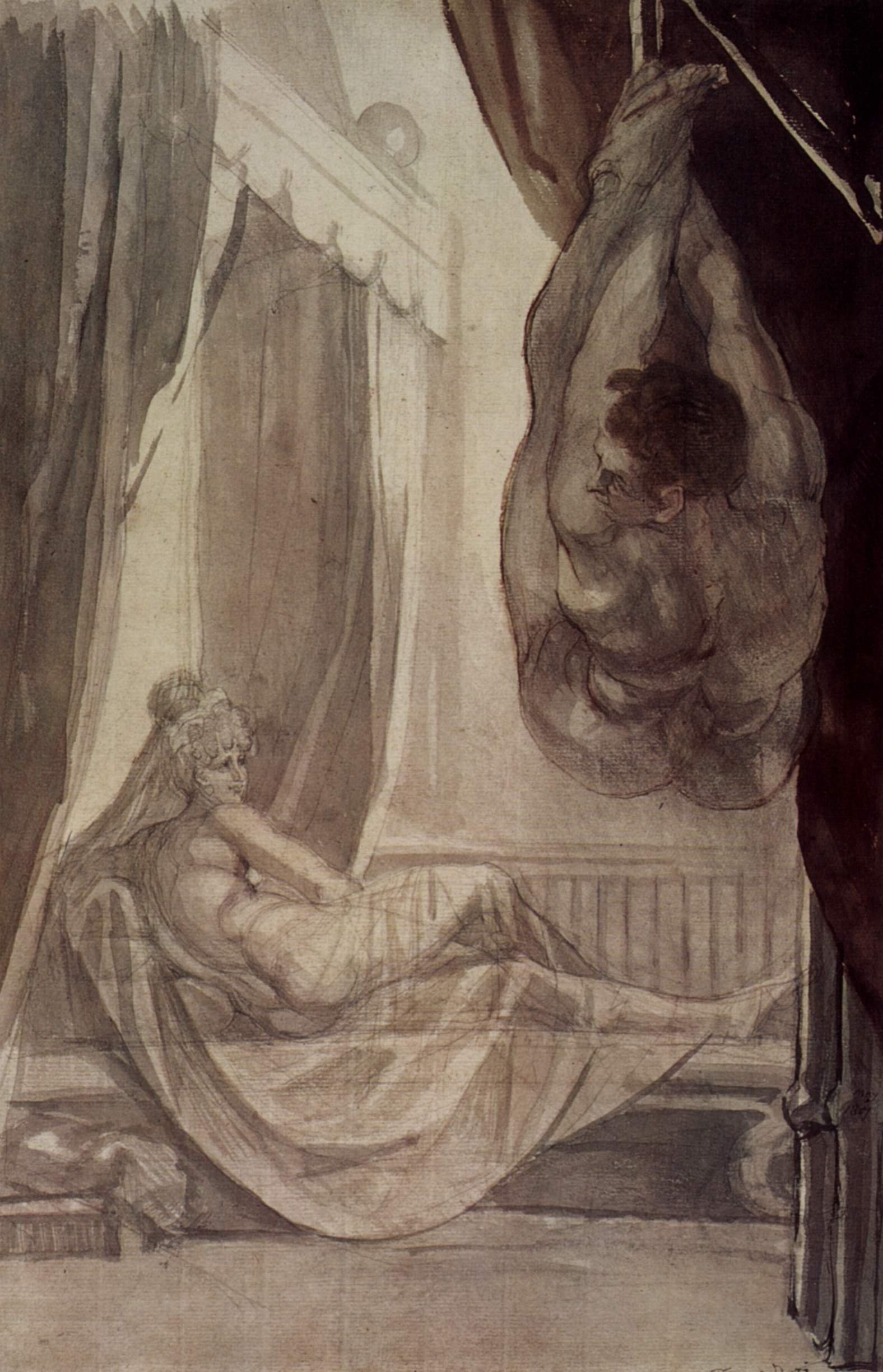
Brünhild beobachtet Gunther (« Brunehilde observant Gunther »), peinture de Johann Heinrich Füssli, (1807)[50].

#### Eugène Delacroix

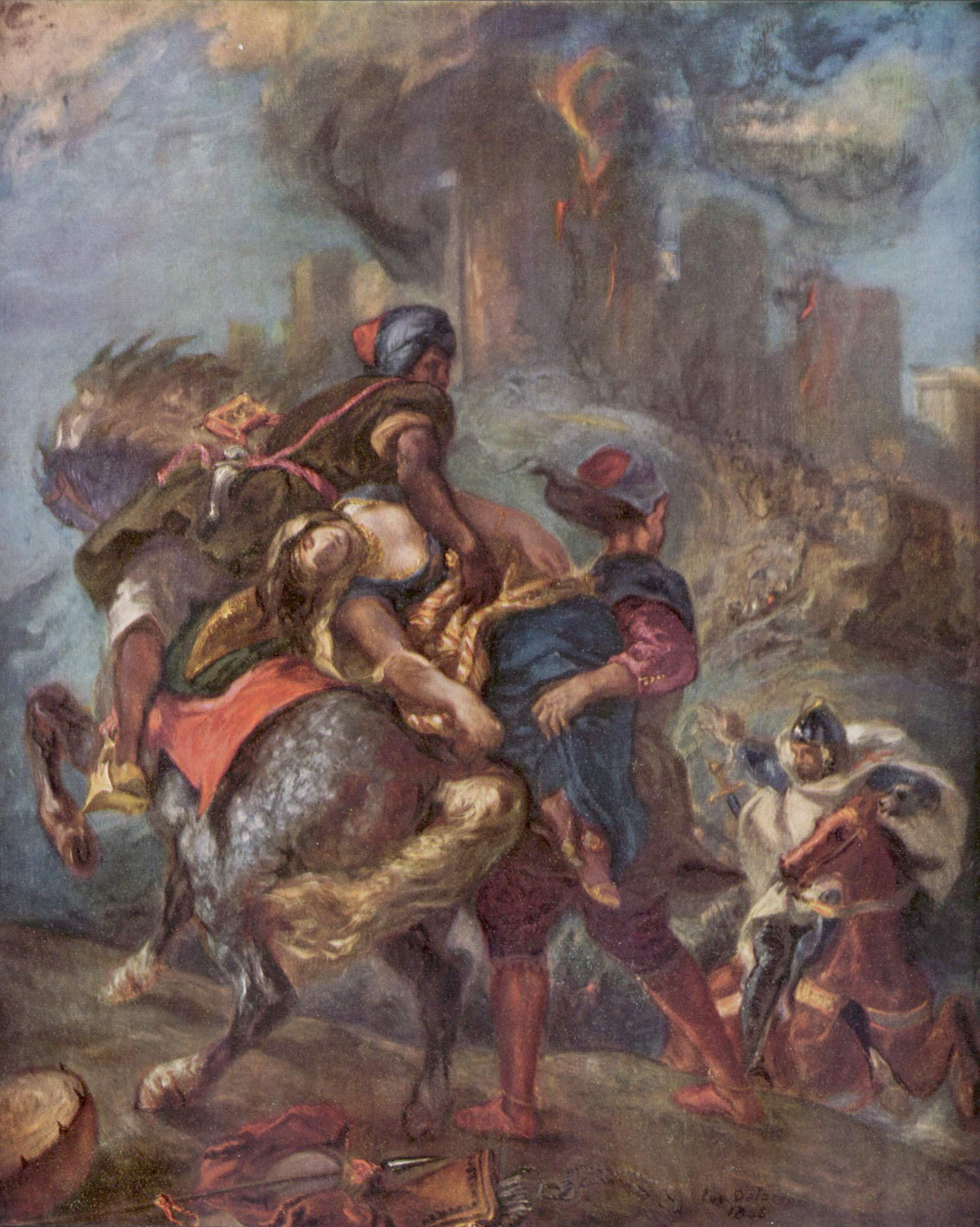
L'Enlèvement de Rebecca d'Eugène Delacroix.

Delacroix à propos du tableau L'Enlèvement de Rebecca :

« Volupté. Je pose un cheval au bord de la feuille. Et je retiens sa course, afin qu'il piaffe, sabot rétif, queue fougueuse, crinière au vent. Effort, énergie, puissance : valeurs phalliques dans la partition culturelle des sexes. Je mets en selle un fort des halles, flanqué de son parèdre, qui est à pied : triomphe du muscle, où sévit la fièvre du trait, pour aviver la menace de leurs silhouettes géantes. Enfin (surtout), je hisse une femme sur la croupe massive, à la faveur athlétique de leur bras noueux. Volupté, disais-je. Déréliction, soumission, striction. La femme est liée. Et le graphisme a le soin de redoubler son garrot par un déluge de lignes : tourbillon de ligaments où son corps se dissout dans un halo ténébreux (on s'y perd). Esthétique du spasme. Ce kidnapping tourne au bondage. Or le transport ne tient pas seulement à la jouissance des chaînes. Il lui faut encore la souffrance de l'enchaînée. De là cette volte-face : Rébecca ne me regarde pas (ses yeux se dérobent). Mais elle attire mon regard en m'offrant son visage. […] Rébecca n'est plus qu'une chose à la merci de ses tortionnaires. »

— Régis Michel, Posséder et détruire. Stratégies sexuelles dans l'art d'Occident

#### Hans Bellmer
Les dessins et les gravures de Hans Bellmer, qui a illustré le Marquis de Sade, Georges Bataille et Lautréamont, expriment des univers oniriques où la conciliation des contraires est possible, conformément au Manifeste du surréalisme de Breton.
Selon le psychanalyste Jean-Tristan Richard, Hans Bellmer aurait été influencé dans le choix de la forme de son art par la lecture de lettres publiées d'Oskar Kokoschka (Der Fetish, 1925) et aurait été fasciné par la représentation des Contes d'Hoffmann d'Offenbach, inspirés par l'histoire de la poupée Olympia de L'homme au sable. Freud lui-même a été sensible à ce conte d'Hoffman. Olympia est un automate, auquel le professeur Spalanzani, plus alchimiste que physicien, a donné la vie.
Bellmer décide, pour assouvir ses fantasmes, de créer des poupées qui font alors scandale. Les corps des poupées sont ligotés, écartelés, violés, vidés.
Pour Bellmer Les corps doivent être soumis aux métamorphoses inavouables de la sexualité humaine la plus animale.
Pour J-T Richard, Bellmer semble avoir rencontré d'importantes difficulté à intégrer le complexe d'Œdipe :
On associera encore ces comportements et l'utilisation du ligotage aux pratiques du bondage des adeptes du sado-masochisme.
Si l'on tient compte que Hans Bellmer a aussi photographié nue et ligotée Unica Zurn sa compagne, on peut avancer que les éléments pervers de sa personnalité ont contribué, pour défier l'irreprésentable de la castration féminine, à faire d'autrui un handicapé rejoignant ainsi les arts érotiques japonais ancestraux, d'essence fétichiste, du "hojojutsu", du "kinbaku" et du "shibari".
Le martyre des poupées de Hans Bellmer ressemble à celui que les Japonais font à leurs poupées. Ils les ligotent, torturent, pénètrent, installent dans des positions obscènes, griment en prostituées. Une photo de Ryo Yoshida d'une poupée désarticulée ressemble fort aux dessins de Hans Bellmer. Une autre poupée est immobilisée, il s'agit d'une poupée créée par Hiroko Ishima.

### Musique
- Le Japonais Merzbow, musicien, est connu pour ses performances de bondage sur scène.

### Photographie
- Charles-François Jeandel (1859-1942), France, le premier témoignage de bondage sont les cyanotypes (ancêtre de la photographie, de couleur bleue) de 1859-1942 d'un notable angoumoisin. Ces clichés sont conservés au musée d'Orsay[55]. Ils ont été identifiés grâces aux travaux d'Hélène Pinet dans les années 1990, qui a reconnu des portions d'une toile de Jeandel sur des clichés (Renversements de l'idole Sérapis, 1889, exposée à la mairie d'Angoulême).
- Irving Klaw (1910-1966), photographe et réalisateur fétichiste, fut l'un des premiers photographes dans ce domaine, avec son modèle, Bettie Page.
- Nobuyoshi Araki (né en 1940), photographe japonais, dont les thèmes sont Tokyo, le sexe et la mort, photographie beaucoup de femmes nues, à commencer par son épouse. Pour lui, la nudité est dans le portrait et non dans le corps. Artiste prolifique, il a décliné de nombreuses séries de photos et d'essais, rapidement auréolées d'une atmosphère sulfureuse et de la figure mythique de l'artiste. Après la mort de sa femme, de nombreuses photos de prostituées, de jeunes étudiantes nues, de scènes ouvertement sexuelles (en particulier de bondages) ponctuent ses travaux.
- Peter Czernich (né en 1953) est un photographe, créateur d'évènements, designer et éditeur allemand, spécialisé dans le « fashion fetish ». Il est l'éditeur de Marquis, après avoir longtemps coédité la revue britannique Skin Two. Ces deux revues sont spécialisées dans le fétichisme abordé sous l'angle « fashion ».
- Romain Slocombe (né en 1953) photographie des jeunes filles accidentées et clouées au lit. Elles sont plâtrées. Elles portent des bandages, des corsets médicaux et des minerves. Bien que certaines légendes des photos soient intitulés fractures, luxations, accident ferroviaire…, les jeunes femmes, toutes japonaises, sont impeccablement maquillées et certaines sourient[56].
- Gilles Berquet Artiste photographe qui développa l'art du bondage avec une certaine dose d'humour, non sans rapport avec le travail de John Willie. Il est le créateur de la revue Maniac[57] qui se veut un hommage, voire une suite à la revue Bizarre de John Willie. Le premier numéro de Maniac (1994) est dédié à John Willie.
- Bernard Corvaisier est écrivain et photographe. Il a publié en avril 1986 un collector. Les femmes sont ligotées avec des draps déchirés. Cela ressemble un peu au travail de Romain Slocombe, car, à certains moments, les têtes des femmes sont enveloppées dans des bandages de coton blanc qui pourraient ressembler à des pansements. Elles sont souvent couchées sur du coton blanc froissé[58].

### Cinéma

#### Films
- Les Amants crucifiés de Kenji Mizoguchi (1954). L'action se passe au XVIIIe siècle à Kyoto. Un mariage de raison et sans amour. La belle tombe amoureuse d’un des ouvriers de son mari. Ils partent avec la caisse. Les deux amants sont poursuivis, condamnés et crucifiés[59].
- Belle de jour de Luis Buñuel (1967). Dans la scène de rêve au début du film, Séverine (Catherine Deneuve) est attachée à un arbre, et soumise aux volontés de son mari, le docteur Pierre Serizy (Jean Sorel).
- L'Enfer des tortures de Teruo Ishii (1969)[60].
- Le Corrupteur, un film de Michael Winner avec Marlon Brando (The Nightcomers, 1972). Adaptation sous forme de préquelle du Tour d'écrou d'Henry James, le film contient une scène de bondage dans laquelle le valet Quint, joué par Brando, ligote Miss Jessel, la gouvernante jouée par Stephanie Beacham.
- Attache-moi ! de Pedro Almodóvar (1990), avec Victoria Abril et Antonio Banderas.
- Casino Royale de Martin Campbell (2006). Dans cet épisode des aventures de James Bond, les hommes du Chiffre kidnappent Bond (Daniel Craig) et le ligotent, nu, sur une chaise trouée.
- The Chaser de Na Hong-jin (2008). Film très violent : un tueur en série sadique pratique du bondage à mort sur des jeunes prostituées[61].
- Inju : la Bête dans l'ombre de Barbet Schroeder (2008). « Or donc une femme, japonaise, et qui plus est, une geiko (ainsi qu'on appelle les geishas à Kyōto), suspendue par chevilles et poignets au-dessus d'une table massive que son ventre plat effleure à peine… »[62]
- Cinquante Nuances de Grey 2015
- Romance de Catherine Breillat
- Extraits :
- Domination (nl)[63], sorti le 11 mars 2009, retrace l'histoire authentique du juge Koen Aurousseau et sa femme Magda, leur pratique sadomasochiste et les déboires juridiques, familiaux, sociaux qui s'ensuivirent.

### Littérature

#### Romans
- Jean-Christophe Grangé, La Terre des morts, Paris, Éditions Albin Michel, 2 mai 2018, 580 p. (ISBN 978-2-226-39209-1) Paru chez Le Livre de poche le 29 mai 2019 (ISBN 978-2-253-25993-0)

#### Publications illustrées
- Master "K"[64], auteur d'ouvrages sur l'art du shibari/kinbaku, dont The Beauty of Kinbaku Shibari[65],[66]
- Bridgett Harrington, auteur de Shibari You Can Use : Japonese Rope Bondage and Erotic Macramé Photos, une méthode
- David Lawrence - auteur d'un portfolio sur Secret Magazine no 31 - a publié, aux éditions Secret Magazine, un ouvrage intitulé Bound[67]
- Yoji Muku, illustrateur - auteur de dessins en ligne[68].
- L'art du shibari volume 2[69]

#### Bandes dessinées
- Marie-Gabrielle de Saint-Eutrope - intégrale, Georges Pichard, Glénat, 2009  (ISBN 9782723472944)
- (en) "K", Shibari: the art of Japanese bondage, Secret, 2005 (ISBN 9080770620 et 978-9-080-77062-1)
- Livre Bound, David Lawrence - Éditions Secret Bruxelles
- The Best Of Stanton, volume 1, Le Cauchemar de Diana, Les Périls de Diana, L’Extraordinaire Aventure de Marie, traduction, préface R.Mérodack, Éditions Dominique Leroy, Paris 1979
- The Best Of Stanton, volume 2, L’École de perfectionnement de Mrs Tyrant, Phyllis en péril, Madame Discipline, traduction, préface R. Mérodack, Éditions Dominique Leroy, Paris 1979
- The Best Of Stanton, volume 3, Le Club de la botte de cuir, Obéir ou être battu, Ceux qui souffrent, etc., traduction, préface R.Mérodack, Éditions Dominique Leroy, Paris 1981
- The Best Of Stanton, volume 4, Jill, Détective incognito, Priscilla, Reine de l’Évasion, traduction, préface R. Mérodack, Éditions Dominique Leroy, Paris 1982
- The Best Of Stanton, volume 5, Un Voyage périlleux, Helga cherche des esclaves, traduction, préface R.Mérodack, Éditions Dominique Leroy, Paris 1983
- (ja) Nihon KinbakuShashin Shi by Masami Akita, Nocturna Press, Tokyo, 1996.
- (ja) The Tokyo Journal, Japanese S/M parts I (10/98) and III (2/99)
- (ja) NawaYumio (1964) Studies in Jitte and Torinawa, Tokyo
- (ja) Nawa Yumio (1985) An Illustrated Encyclopedia for historical studies, Tokyo.
- (ja) Erotique Du Japon by Theo Lesoualc’h, édition Henri Veyrier, Paris, 1987
- (en) The Adventures of Sweet Gwendoline by John Willie éditions Bizarre Publishing Company
- (en) Japanese Cinema Encyclopedia, The Sex Films by Thomas and Yuko Weisser, Vital Books, Miami, 1998
- (en) Bishop On Bondage (series of magazines) (House of Milan, 1984)
- (en) Bishop: The Art of Bondage (series of magazines) (Lyndon Distributors Limited, 1993)

### Personnalités contemporaines du bondage

#### Autres
- Kogure, Bondage cordes et latex[70]
- Don Sir[70]
- Hikari Kesko[70]
- Robert Bishop (en)[66]
- Nawashi Murakawa[71]
- Jürgen Boedt, créateur d'évènements et éditeur de Secret Magazine ainsi que de Shibari et l'Anthologie du bondage[65]

## Risques et mesures de sécurité
Dans la communauté BDSM, des règles strictes de sécurité sont appliquées afin de limiter les risques, y compris en ce qui concerne le bondage. Bien que les accessoires de contrainte sont en vente libre, la pratique du bondage n'est pas sans risques.
Les mesures de sécurité relatives au bondage figurent dans des ouvrages relatifs au BDSM, dans des sites et des forums dédiés. La communauté BDSM participe activement à l'éducation de ses nouveaux membres, particulièrement en ce qui concerne ses normes relatives au consentement et à la sécurité. Outre les principes généraux de sécurité du BDSM (principes du safe, sane and consensual), les mesures suivantes sont généralement préconisées,, :
- ne jamais attacher sur le devant du cou ou entourer le cou ;
- ne jamais garroter un membre ;
- ne jamais laisser une personne attachée sans surveillance ;
- ne pas laisser une partie du corps devenir engourdie ;
- pas d'alcool ou de substance psycho active induisant une altération de l'état de conscience ;
- garder des ciseaux à proximité immédiate pour un dégagement rapide des sangles en cas d'urgence ;
- communication constante entre les deux partenaires, en particulier toute sensation de picotement ou de fourmillement dans un membre car ces sensations signalent la possible compression d'un nerf ou l'endommagement d'un vaisseau sanguin et doivent mener à l'interruption immédiate du jeu.

Ne pas consommer d'alcool ou d'autres substances susceptibles de modifier l'état de conscience, et donc la capacité à donner et à recevoir le consentement. Un état d'intoxication altère également la capacité à se concentrer sur ses sensations et à communiquer, ce qui s'avère particulièrement dangereux. La personne ligotée pourrait ne pas donner l'alerte à temps en cas de sensation de picotements, de fourmillements ou d'une perte de la sensibilité dans un membre.
Un couple non averti qui s'essaie à la pratique du bondage dans un cadre privé se met en danger s'il essaie de reproduire des images ou des vidéos qu'il aurait visionnées. En effet, des figures complexes sont réalisées par des professionnels du BDSM ayant une connaissance approfondie de l'anatomie humaine, de quel lien où nœud peut passer où sans danger majeur, quel accessoire utiliser pour quelle pratique, etc. : tenter de les reproduire en version DIY peut mener à la catastrophe,.
De même, les pratiques d'auto-bondage sont considérées comme étant particulièrement dangereuses car elles impliquent d'enfreindre la règle selon laquelle il ne faut jamais laisser seule une personne attachée. Dans les cas de mort auto-érotique, on retrouve le corps entravé dans une pratique d'auto-bondage dans près de 40 % des cas.